# Pachylia darceta
Espèce
Pachylia darceta est une espèce d'insectes lépidoptères (papillons) de la famille des Sphingidae, sous-famille des Macroglossinae, tribu des Dilophonotini, sous-tribu des Dilophonotina et du genre Pachylia. 

## Description
Il y a trois lignes noires obliques sur le dessus de l’aile antérieure et deux dans la moitié basale de l’aile. Le dessus des ailes postérieures est brun uniforme sans marques.

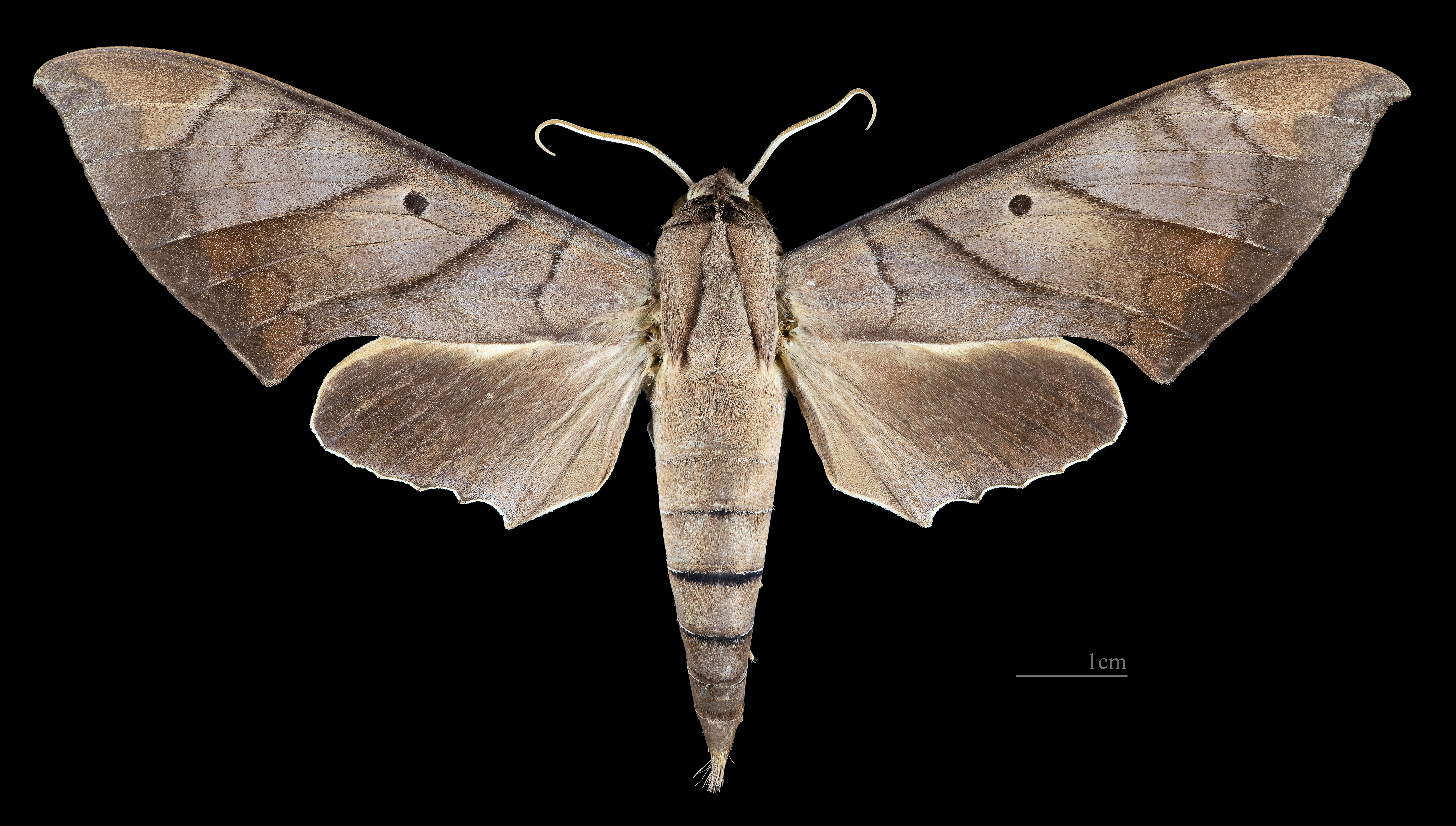
Avers du mâle (coll.MHNT)
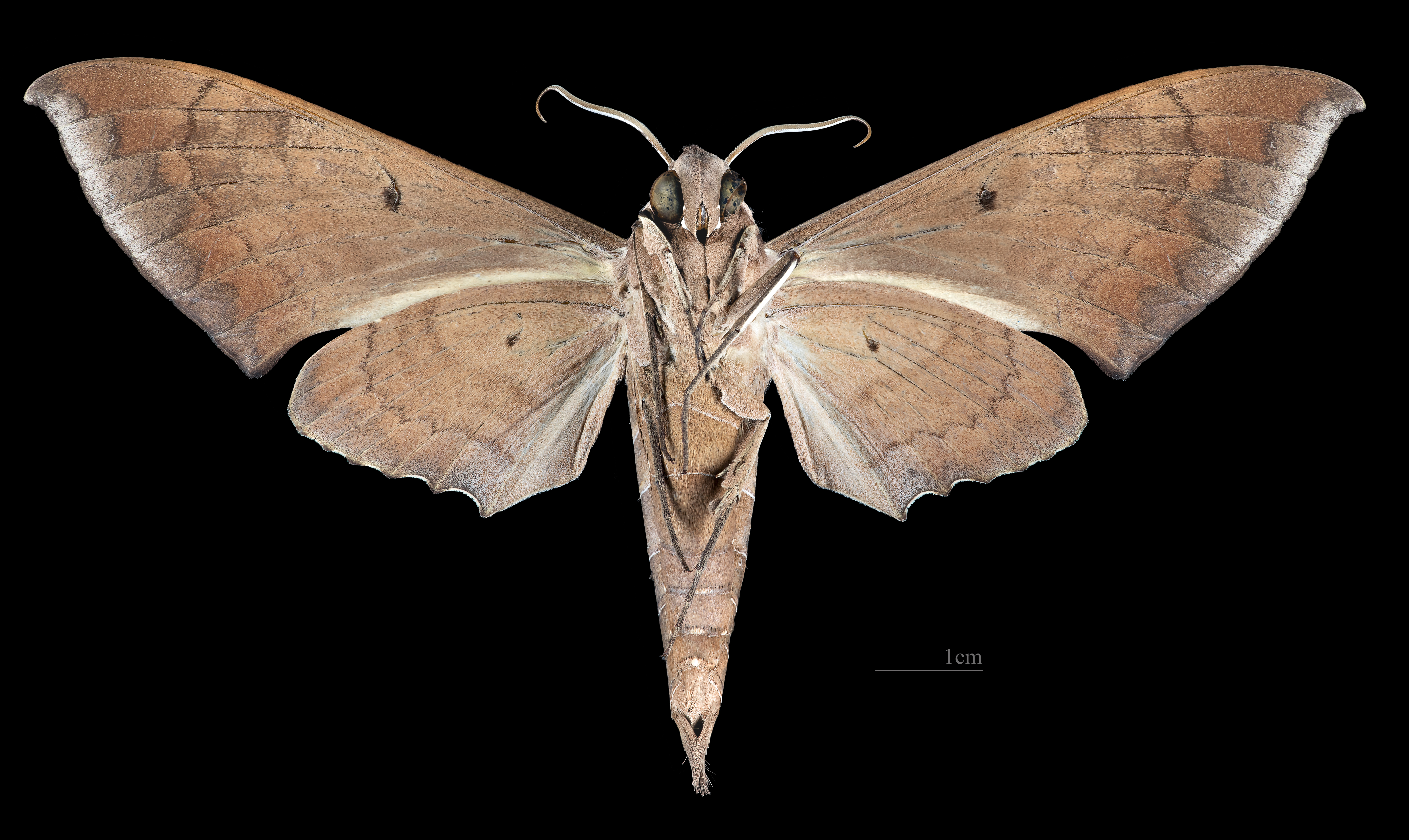
Revers du mâle (coll.MHNT)
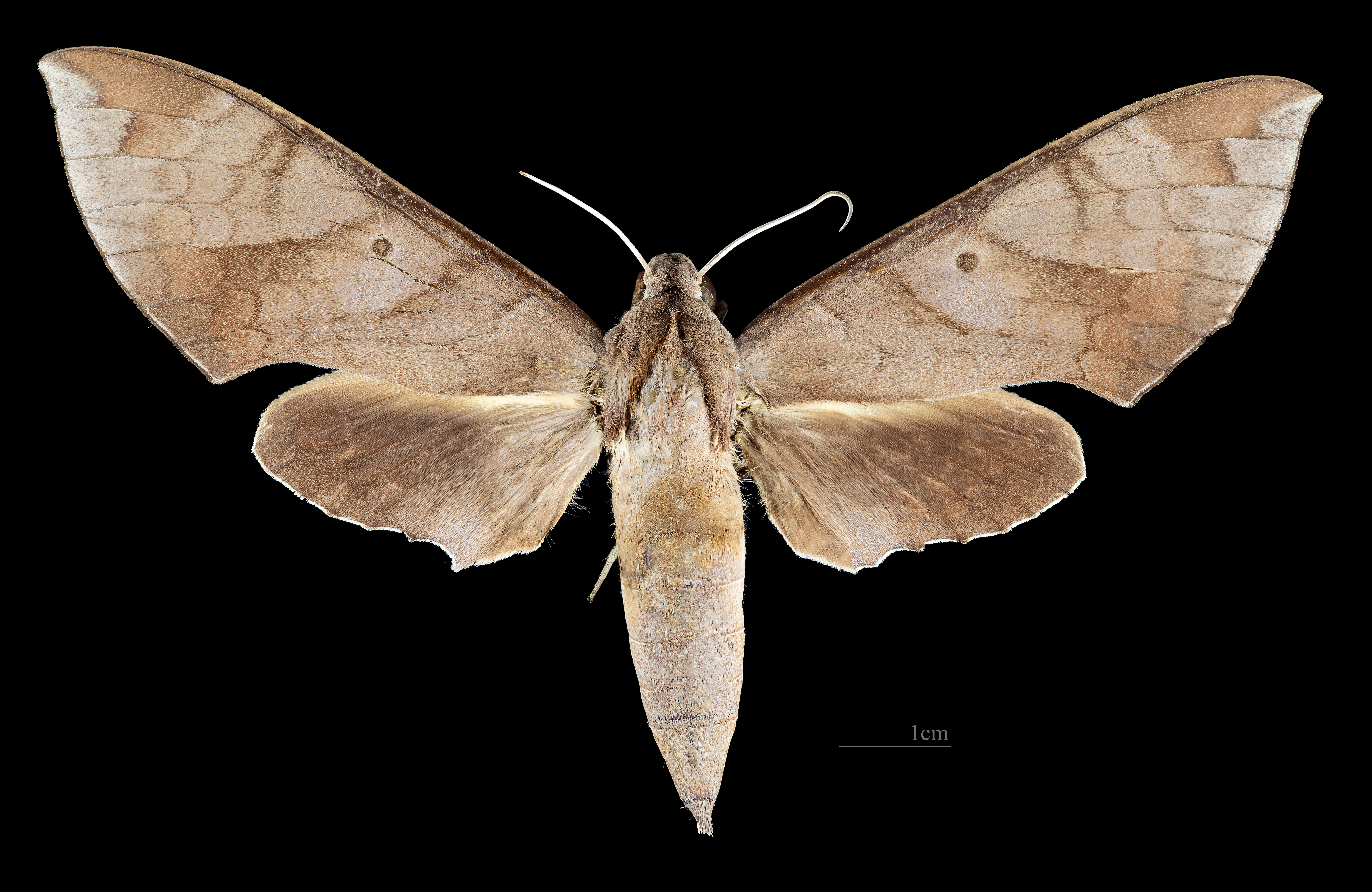
Avers de la femelle (coll.MHNT)
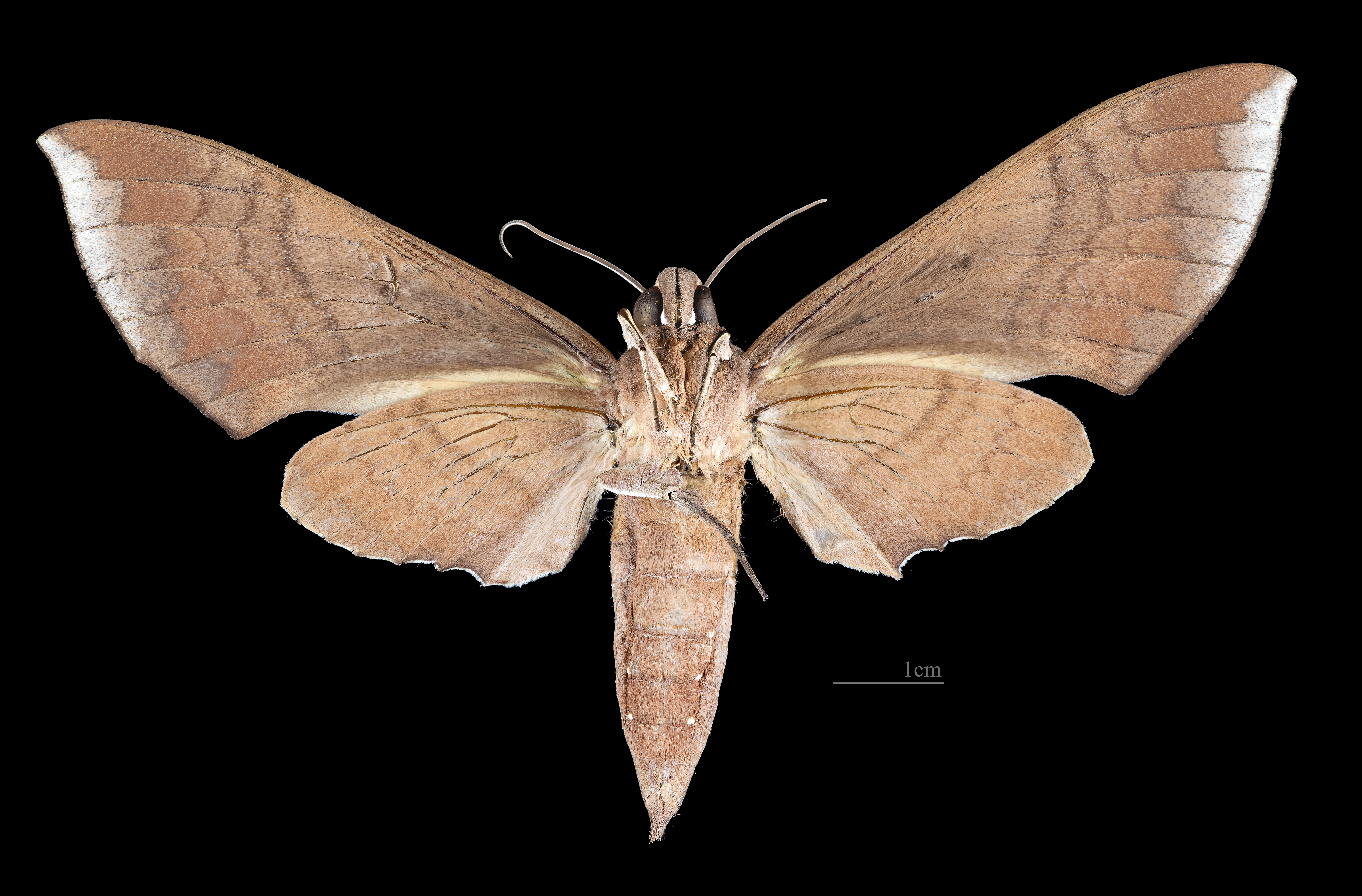
Revers de la femelle (coll.MHNT)

## Répartition
Il est connu au Panama, au Costa Rica, au Venezuela, au Brésil, en Guyane et en Bolivie.

## Biologie
Il y a probablement plusieurs générations par an. Des adultes ont été vus de début août à septembre au Brésil.

## Systématique
- L'espèce Pachylia darceta a été décrite par l'entomologiste britannique Herbert Druce en 1881[2].
- La localité type et le Panama